# Kina w Warszawie

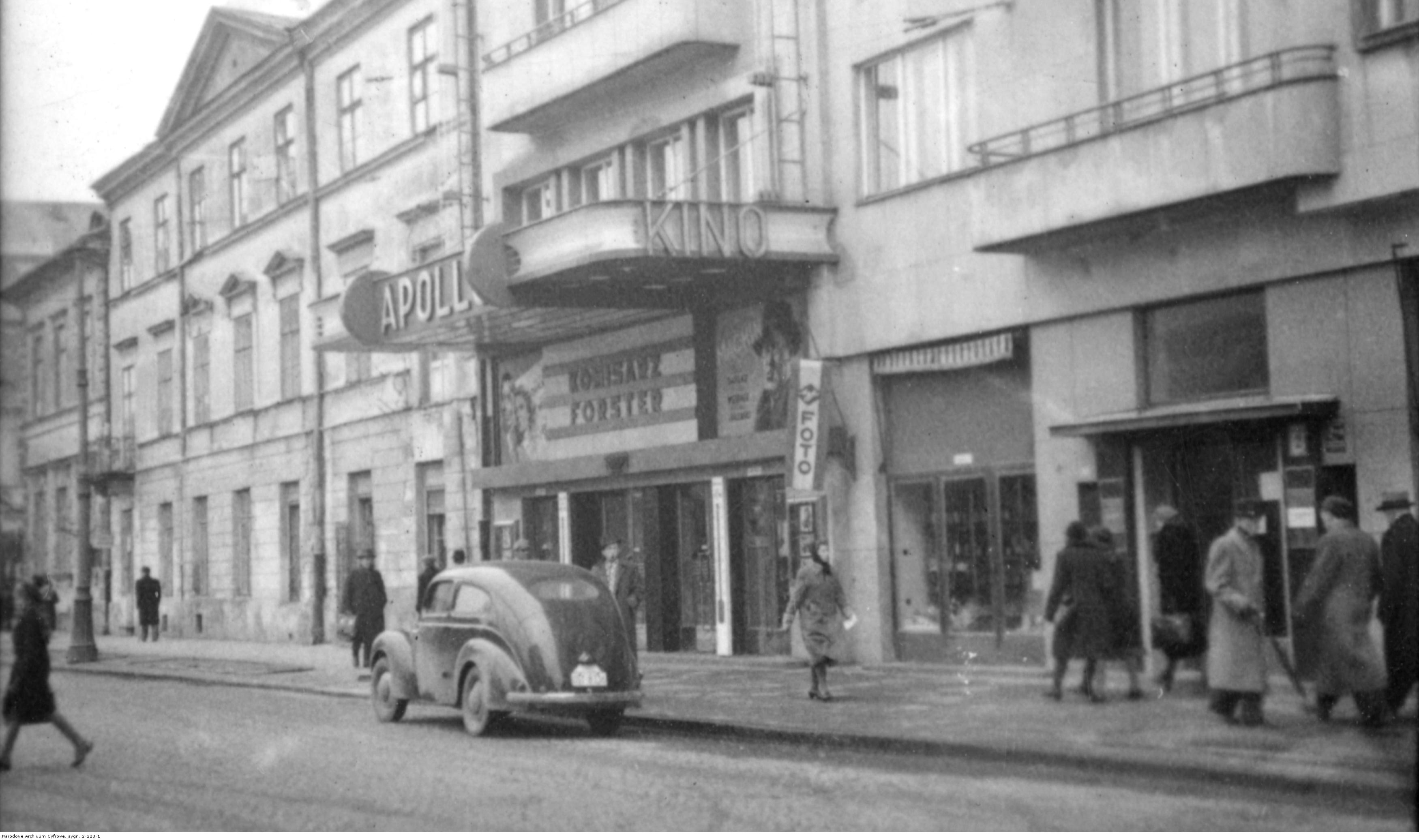
Nieistniejące kino Apollo, wcześniej kino Napoleon, na placu Trzech Krzyży 2

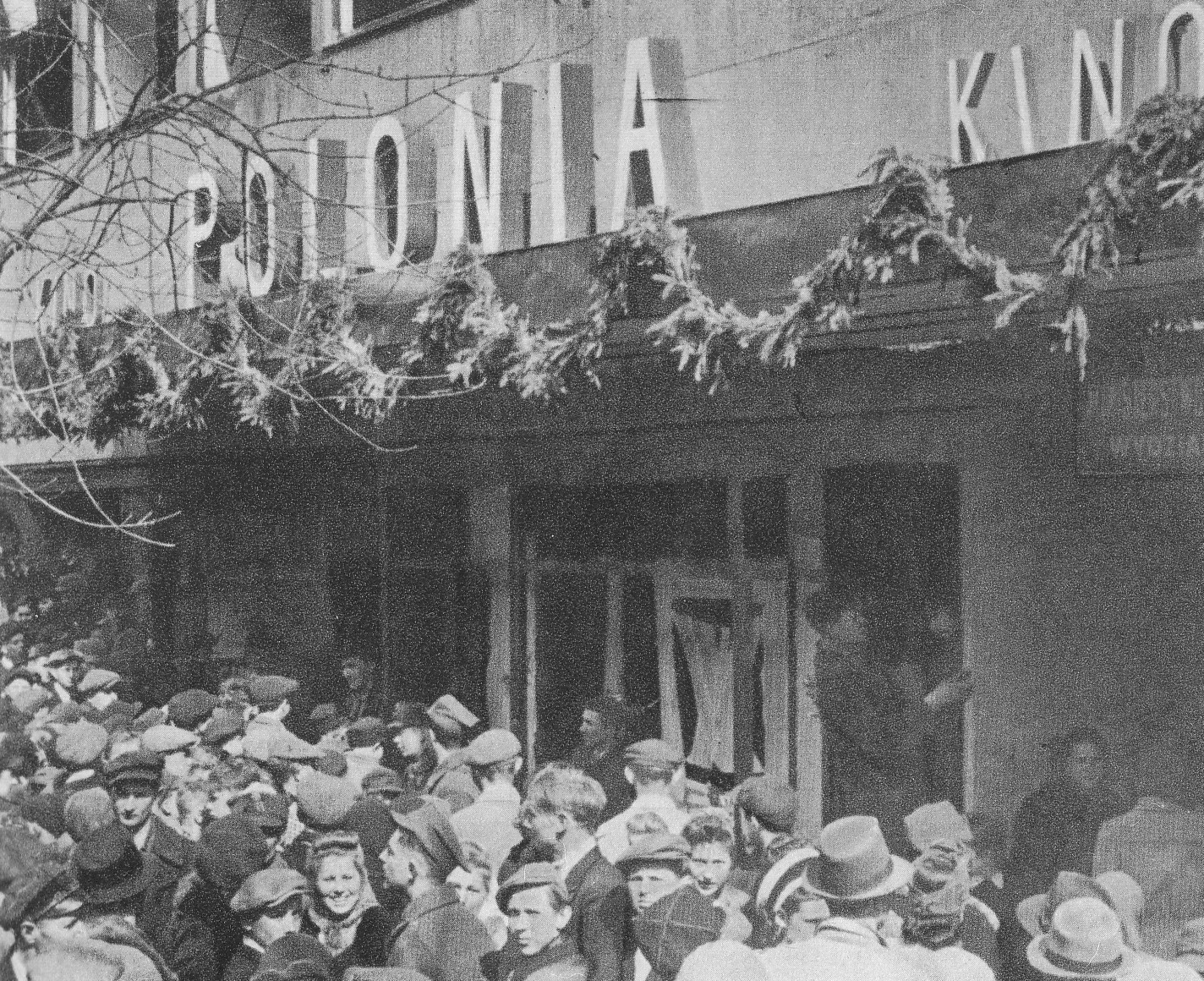
Kino Polonia, pierwsze kino w lewobrzeżnej Warszawie, uruchomione w kwietniu 1945

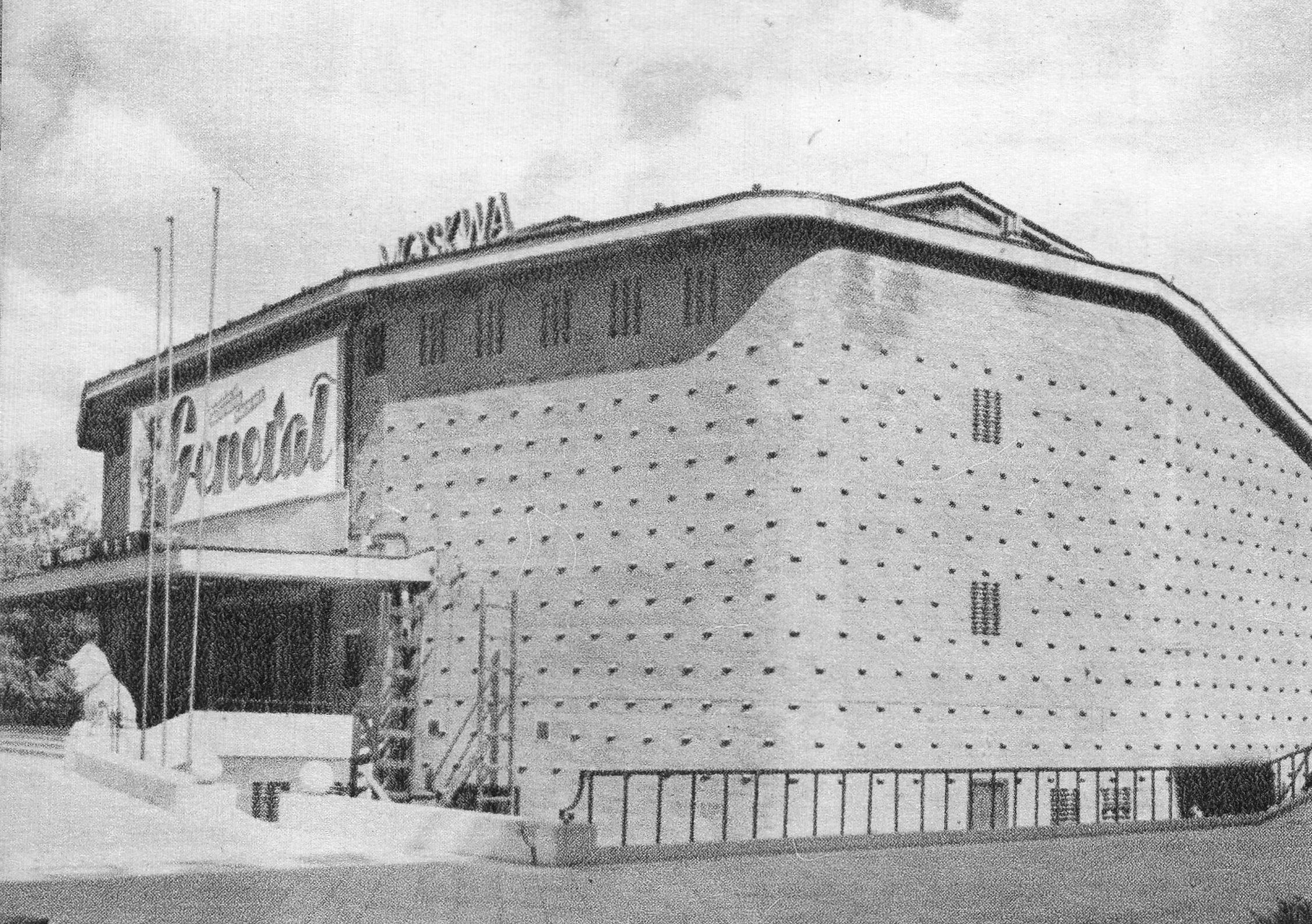
Nieistniejące kino Moskwa

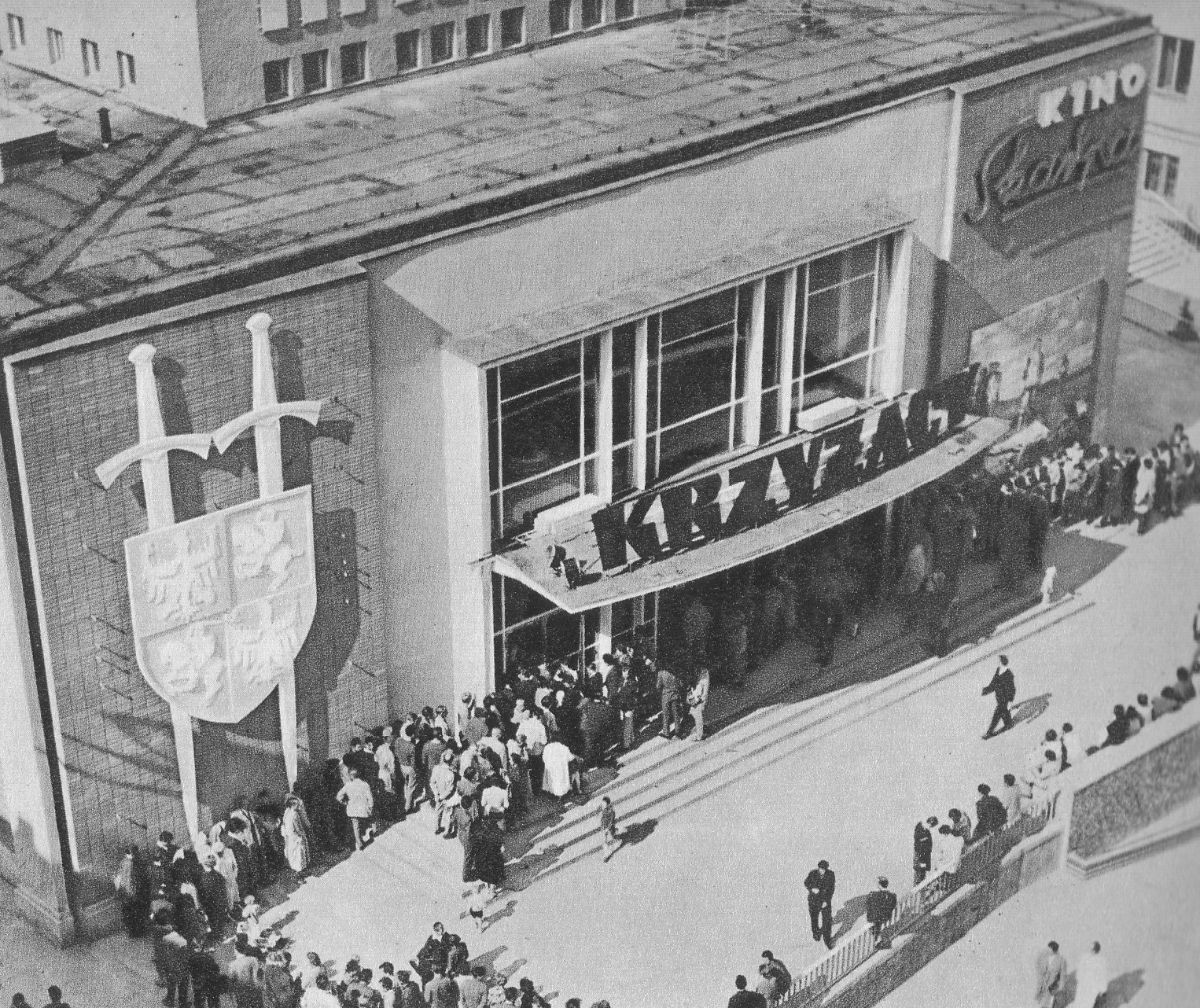
Nieistniejące kino Skarpa

Kina w Warszawie – istniejące i nieistniejące już kina w Warszawie.

## Historia sal kinowych
Pierwszym kinem w Warszawie było kino Bioskop otwarte w 1903 przy ul. Marszałkowskiej 114. W 1938 w mieście funkcjonowało 69 stałych kin
Po kapitulacji miasta we wrześniu 1939 pierwsze cztery kina dla Polaków otwarto w listopadzie 1939. Pod koniec tego roku było ich siedem, pod koniec 1940 czternaście, a pod koniec okupacji niemieckiej siedemnaście. Władze niemieckie nie wydały zgody na otwarcie kin w getcie. Niektóre kina zostały przejęte przez władze okupacyjne i przekształcone w lokale nur für Deutsche, m.in. kina „Palladium” i „Apollo” (dawne kino „Napoleon”).
Kina były podporządkowane niemieckiemu Urzędowi Propagandy. Dopuszczano prawie wyłącznie filmy niemieckie, głównie sensacyjne, przygodowe, wojenne i erotyczne. Bardzo rzadko wyświetlano filmy polskie. Od czerwca 1940 w warszawskich kinach zaczęto wyświetlać Wiadomości filmowe Generalnej Guberni (kronikę filmową z komentarzem w języku polskim). Chodzenie do kina przez polską widownię było potępiane przez ugrupowania konspiracyjne. Powstało wówczas hasło Tylko świnie siedzą w kinie.
Pierwszym kinem w wyzwolonej Warszawie było kino Syrena przy ul. Inżynierskiej (450 miejsc), które rozpoczęło działalność 15 stycznia 1945. W lewobrzeżnej części miasta – kino Polonia (2 kwietnia 1945). W 1945 w Warszawie działały cztery kina o 2573 miejscach.
W 1955 w stolicy działało 26 kin (13,3 tys. miejsc), a w 1960 ich liczba wzrosła do 72 (33,5 tys. miejsc). W 1975 w mieście działały 33 kina (18,8 tys. miejsc), a w 1983 – 54 kina (25,6 tys. miejsc).

## Kina

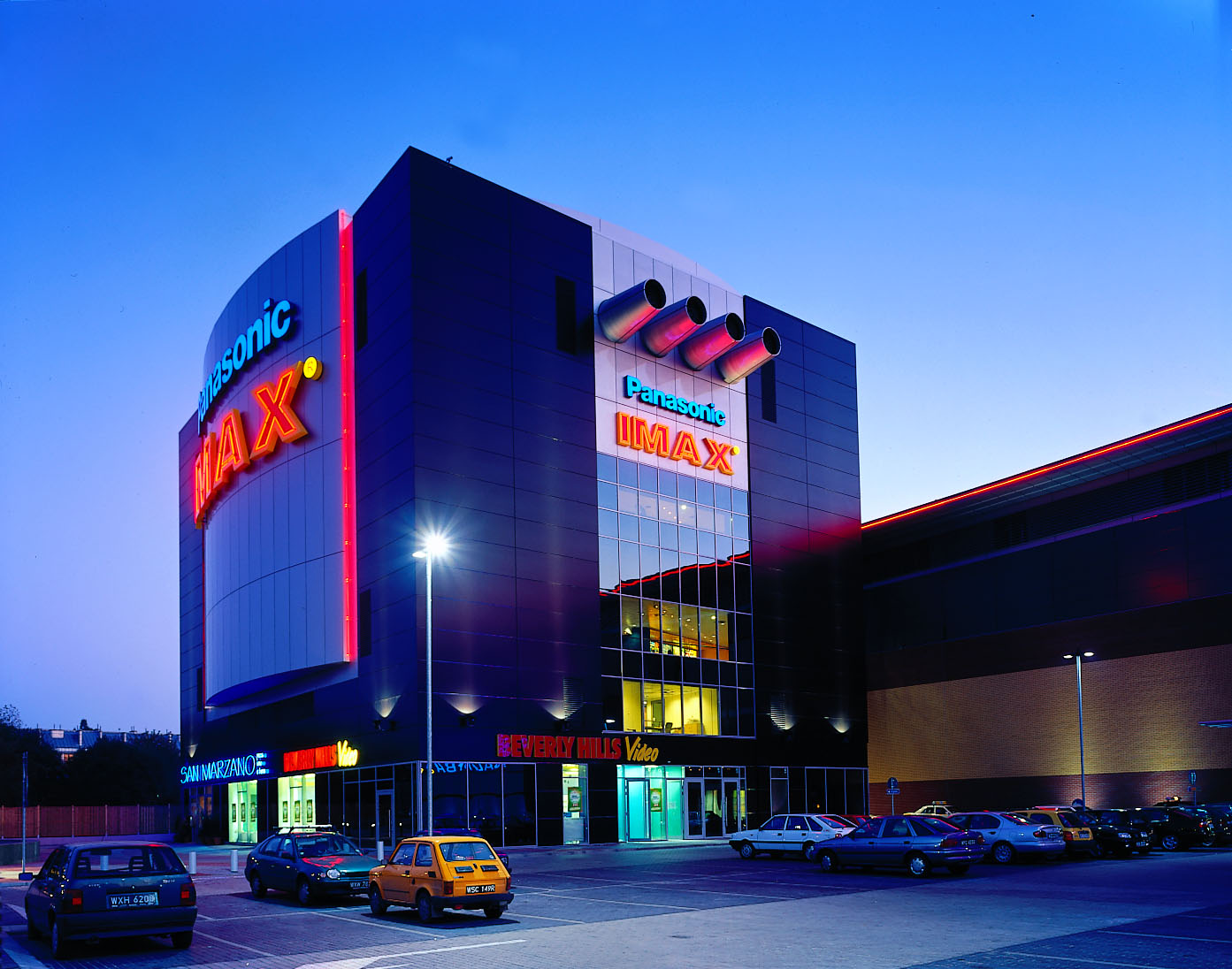
Kino IMAX

### Kina należące do sieci

#### Cinema City
- Arkadia – znajduje się w centrum handlowym Westfield Arkadia przy al. Jana Pawła II 82 na Muranowie. Kino posiada piętnaście sal kinowych, mieszczących ponad 2700 widzów[9].
- Bemowo – znajduje się w dzielnicy Bemowo przy ul. Powstańców Śląskich 126a w budynku wraz z kręgielnią i salą restauracyjną. Posiada jedenaście klimatyzowanych sal z 2400 miejscami[10].
- Mokotów – znajduje się w centrum handlowo-usługowym Westfield Mokotów w dzielnicy Mokotów przy ul. Wołoskiej 12. Kino posiada czternaście klimatyzowanych sal z 3248 miejscami.
- Promenada – znajduje się w centrum handlowym Promenada na Pradze-Południe przy ul. Ostrobramskiej 75. Kino posiada trzynaście klimatyzowanych sal z 2849 miejscami[11].
- Sadyba – znajduje się w centrum handlowym Sadyba Best Mall przy ul. Powsińskiej 31. Znajduje się tam 12 sal oraz 1 sala kina IMAX – w sumie około 3000 foteli.
- Białołęka – znajduje się w centrum handlowym Galeria Północna przy ul. Światowida 17. Znajduje się tam 11 sal, w tym sale z Dolby Atmos oraz sala VIP. Sale łącznie pomieszczą ponad 2000 osób.

#### IMAX(należy doCinema City)
- Sadyba – pierwsze kino IMAX w Polsce, jedno z najnowocześniejszych na świecie[12]. Znajduje się w centrum handlowym Sadyba Best Mall przy ulicy Powsińskiej 31 na warszawskim Mokotowie. Jest to jedna sala przeznaczona do wyświetlania filmów IMAX 3D, do której prowadzi przejście z kina Cinema City.

Helios
- Ochota – znajduje się w centrum handlowym Blue City pod adresem al. Jerozolimskie 179. Znajduje się tam 8 sal, z czego trzy to sale Dream z dźwiękiem Dolby Atmos i elektrycznie regulowanymi fotelami. W sumie sale pomieszczą ok. 1000 osób.

#### Multikino
- Młociny – znajduje się w otwartym w 2019 roku centrum handlowym Galeria Młociny. Jako jedyne kino w Warszawie posiada same fotele elektryczne, pozwalające oglądać film w pozycji półleżącej (tzw. Fotele Super VIP). W każdej z dziesięciu sal znajduje się projektor 4K, z czego w dwóch salach zamontowano głośniki Dolby Atmos, a w trzech projektory 3D. Kino ma w sumie 935 miejsc, a w każdej sali znajdują się dwa miejsca dla osób niepełnosprawnych.

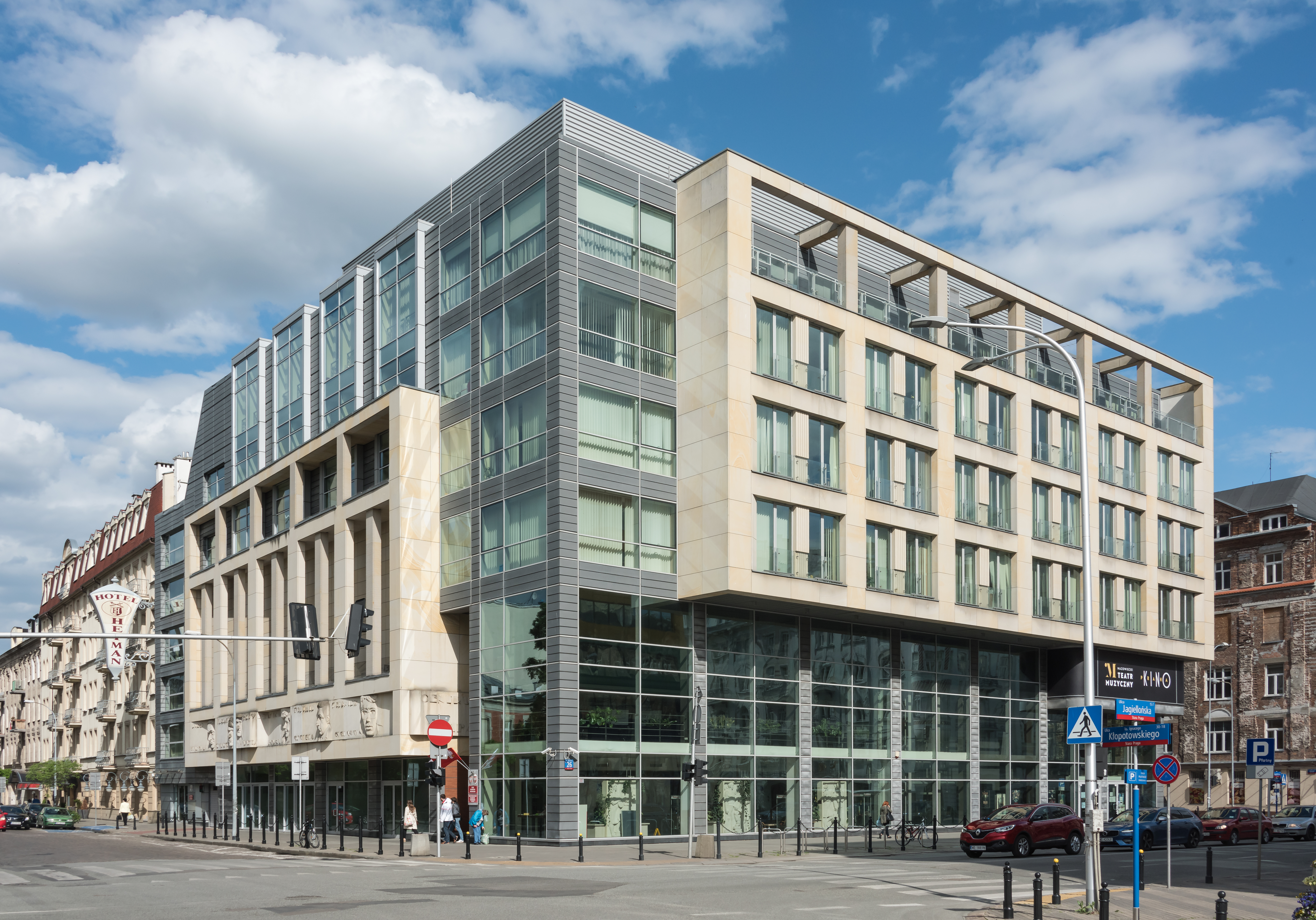
Dawne Nove Kino Praha

- Złote Tarasy – znajduje się w kompleksie handlowo-biurowo-rozrywkowym ulokowanym w centrum Warszawy, przy ul. Złotej 59, tuż obok Dworca Centralnego i Pałacu Kultury i Nauki, pomiędzy aleją Jana Pawła II, ulicami Złotą i Emilii Plater. Kino zostało otwarte w 2007 roku.
- Targówek – znajduje się w centrum handlowym Atrium Targówek w dzielnicy Targówek, przy ul. Głębockiej 15. Kino zostało otwarte w 2003 roku jako Silver Screen, a w 2010 roku zmieniło nazwę na obecną. Posiada dwanaście sal z 2547 miejscami.
- Wola – znajduje się w centrum handlowym Wola Park w dzielnicy Wola, przy ul. Górczewskiej 124. Kino zostało otwarte w 2004 roku jako Silver Screen, a w 2010 roku zmieniło nazwę na obecną. Posiada sześć klimatyzowanych sal z 996 miejscami[13].
- Ochota – znajduje się w centrum handlowym Atrium Reduta pod adresem al. Jerozolimskie 148. Kino zostało otwarte w 2018 roku jako Cinema 3D, a w 2022 roku zmieniło nazwę na obecną. Znajduje się tam 6 sal, w sumie na 1200 miejsc. Każda z nich jest wyposażona w system dźwięku Dolby Atmos, laserowe projektory BARCO oraz system projekcji DeptQ 3D.

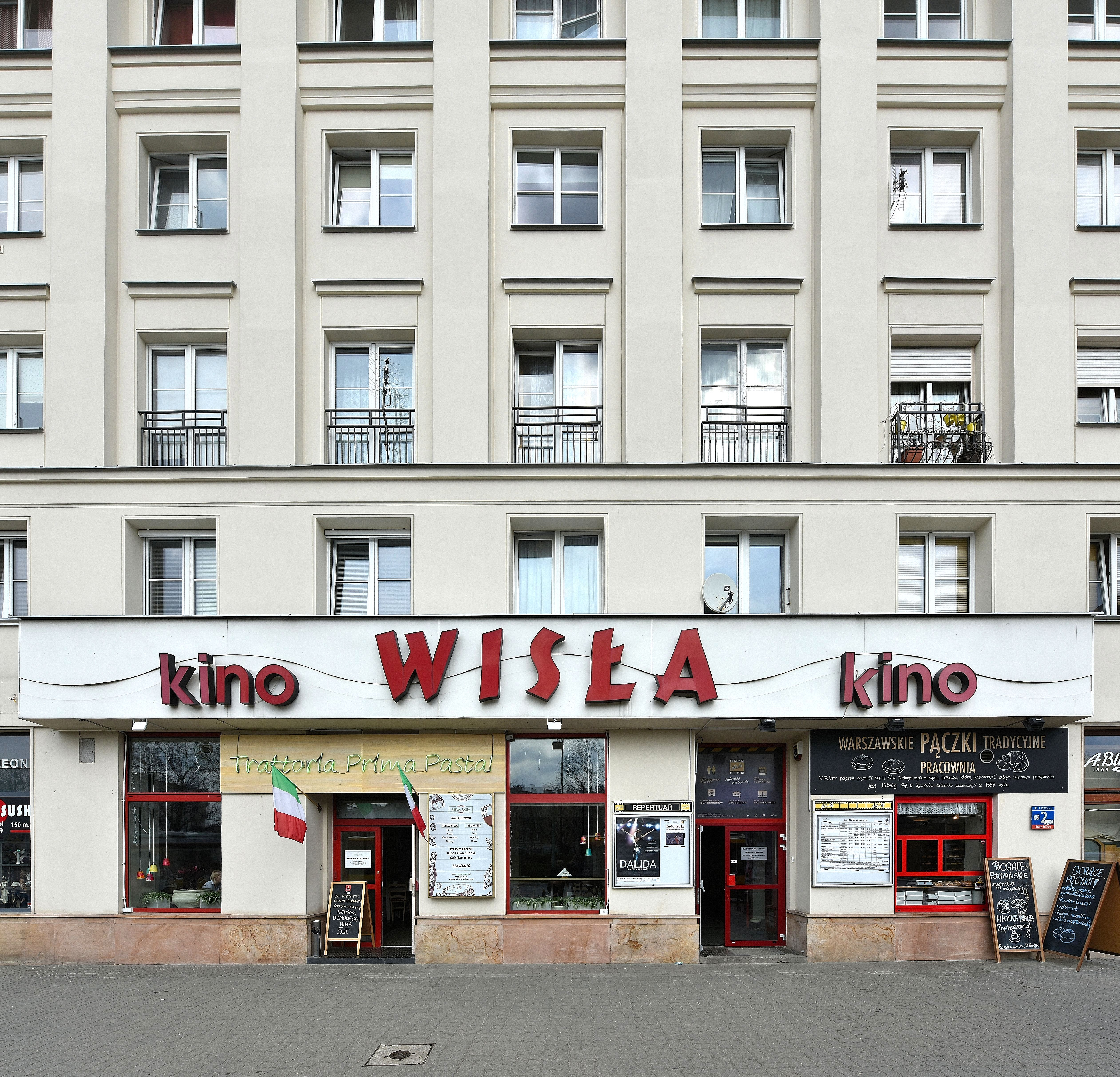
Kino Wisła

#### Novekino
- Wisła.

### Kina wielosalowe
- kino „Atlantic” – najstarsze kino Warszawy znajdujące się przy ul. Chmielnej 33 z czterema salami kinowymi z 794 miejscami. Kino istniało już w okresie międzywojennym.
- Kinoteka – kino znajdujące się na placu Defilad 1 w Pałacu Kultury i Nauki. Powstało w 2001 roku na miejscu dawnych sal kinowych Przyjaźń, Młoda Gwardia i Wiedza. Kino posiada osiem sal z 1410 miejscami łącznie.

### Kina małe i studyjne
- Ada – kino otwarte w lutym 2010 roku w budynku dawnego Kina Olsztyn – znajdujące się w warszawskich Włochach przy ul. Chrościckiego 14. Powstało w latach trzydziestych (1928-1929) jako Kino Ada które funkcjonowało do lat siedemdziesiątych. W 2007 roku rozpoczęto remont budynku w którym znalazły się filia domu kultury Włochy i sala kinowa. Kino zostało otwarte w lutym 2010 roku. Powierzchnia budynku to ponad 700 metrów kwadratowych powierzchni z jedną salą kinową na 60 osób oraz salami warsztatowymi i kawiarnią.
- Amondo – najmniejsze kino w Warszawie z dwoma salami; jedną z 33 miejscami oraz drugą z 20 miejscami[14]. Kino znajduje się przy ul. Żurawiej 20, powstało w 2015 roku.
- Kino Elektronik – znajduje się przy Warszawskiej Szkole Filmowej przy ul. gen. Zajączka na Żoliborzu (przerwa w działalności w latach 2001–2015)[15].
- Kino Iluzjon Filmoteki Narodowej.

- Kino Kultura – kino znajdujące się na Krakowskim Przedmieściu 21/23.

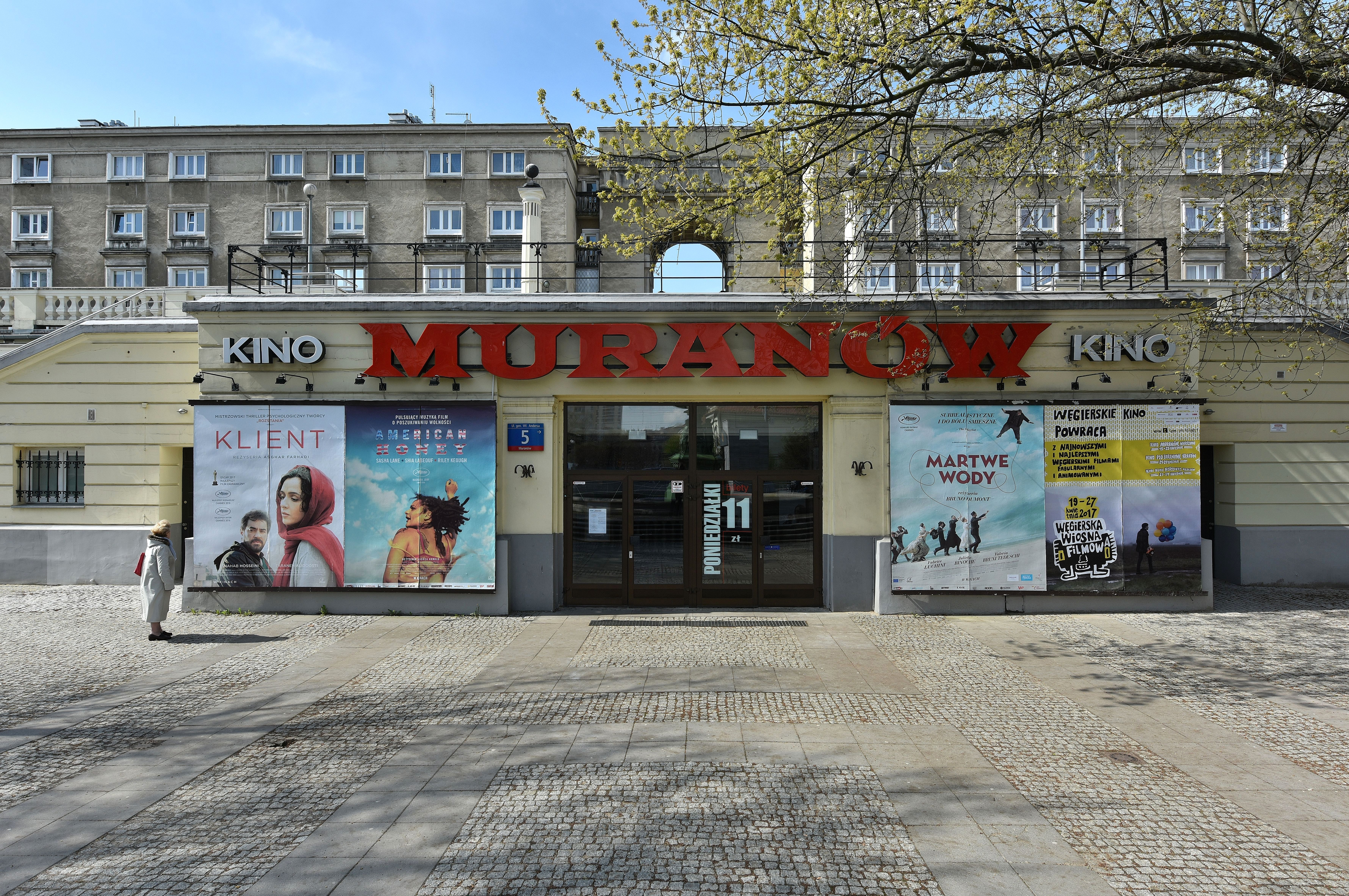
Kino „Muranów”

- Kino „Luna” – ulokowane jest przy ul. Marszałkowskiej 28. Kino posiada dwie sale mogące pomieścić 700 osób. W kinie odbywają się pokazy spektakli Teatru Telewizji, przedstawienia teatralne, koncerty i wystawy[16]. W kinie organizowano m.in. Maraton Filmów Brazylijskich – „Brazylijskie Kino Muzyczne”.
- Kino „Muranów”.

- Kino Syrena – znajduje się na Rynku Starego Miasta w siedzibie głównej Muzeum Warszawy. Odbywają się tam pokazy premierowych tytułów, obrazów z najważniejszych festiwali oraz filmów o architekturze, sztuce i kulturze miasta.
- Kino Świt – znajduje się w budynku Domu Kultury ŚWIT przy ul. Wysockiego 11. Kino powstało w 1960 roku. Ma jedną salę z 300 miejscami. Przed remontem znajdowały się w nim fotele należące wcześniej do kina Skarpa. Należy do sieci Kin Studyjnych i Lokalnych.
- U-jazdowski (poprzednia nazwa: Kino.Lab) – mieści się przy ulicy Jazdów 2 w Centrum Sztuki Współczesnej. Posiada salę na 74 miejsca. Kino jest częścią programu CSW[17]. Kino kładzie nacisk na:
  - filmy awangardowe polskiego i światowego kina,
  - prezentacje sztuki wideo,
  - prezentacje artystycznego filmu fabularnego odbywające się w cyklach – monografie autorskie, kinematografie narodowe, cyklach programowych – kino ekspresjonizmu, film surrealistyczny i cyklach tematycznych m.in. kino kontestacji
  - prezentacje kina niefabularnego – animowanego (Mistrzowie Polskiej Animacji Marcina Giżyckiego), dokumentalnego (Autorzy Polskiego Dokumentu, Sztuka Dokumentu) oraz filmów o sztuce[18].
- KINOkawiarnia Stacja Falenica – w budynku stacji PKP Falenica przy ul. Patriotów 44A

### Sale kinowe i dyskusyjne kluby filmowe
- Kino akademickie – kino znajdujące się przy ul. gen. Kaliskiego 25a w Klubie Wojskowej Akademii Technicznej (WAT). Wcześniej znajdowało się tu Kino Rakieta.
- DKF Overground – Niezależne Kino Studenckie Overground znajdujące się przy Al. Niepodległości 162 w auli VII Szkoły Głównej Handlowej. Kino otwarto w 1994 roku. W 1997 roku przystąpiło do Polskiej Federacji Dyskusyjnych Klubów Filmowych. Posiada salę na 200 miejsc. Głównym repertuarem kina są filmy młodych twórców, etiudy studenckie oraz amatorskie filmy krótkometrażowe. W kinie powstało Międzynarodowe Forum Niezależnych Filmów Fabularnych[19].
- Kino Dom sztuki – znajduje się przy ul. Wiolinowej 14 na Ursynowie. Kino zostało otwarte 29 lutego 1984 roku. W budynku prowadzona jest działalność teatralna, estradowa, wystawiennicza, popularyzatorska i edukacyjna. Kino prowadzi pokazy filmów dla szkół, cykliczne pokazy filmów dokumentalnych, wieczorne seanse filmów ambitnych, przeglądy filmów jednego autora. W ramach działalności kina organizowane są również projekcje Dyskusyjnego Klubu Filmowego „Lokator” oraz projekcje Dyskusyjnego Klubu Filmowego „Pod Spodem”.
- Kino Kadr – znajduje się w domu Kultury „Kadr” na Mokotowie przy ul. Wincentego Rzymowskiego 32 (przeniesione z ul. Gotarda 16)[20]. Ma salę na 80 miejsc. W budynku kina organizowano V Jazzowe Spotkania Filmowe[21].
- Kino Kępa – znajduje się w Promie Kultury Saska Kępa, przy ul. Brukselskiej 23
- Kino na Bok-u – sala kinowa znajdująca się w Białołęckim Ośrodku Kultury przy ul. Vincenta van Gogha 1.
- Kino Ursus – znajduje się przy ul. Traktorzystów 14 w siedzibie Ośrodka Kultury „Arsus”. Posiada sale z 500 miejscami. Zostało założone w 1992 roku.

## Nieistniejące kina

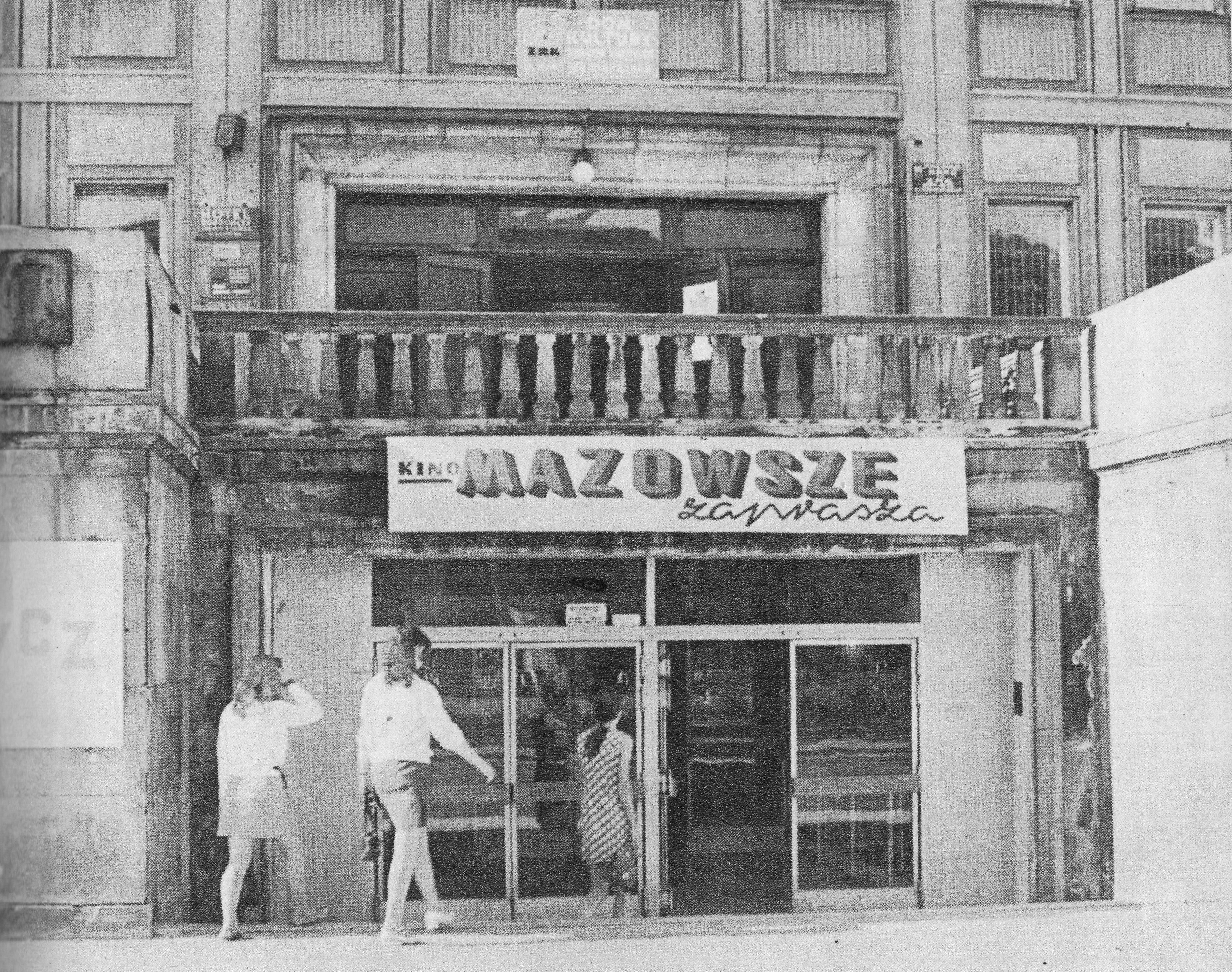
Dawne kino Mazowsze przy ul. Kasprzaka 22

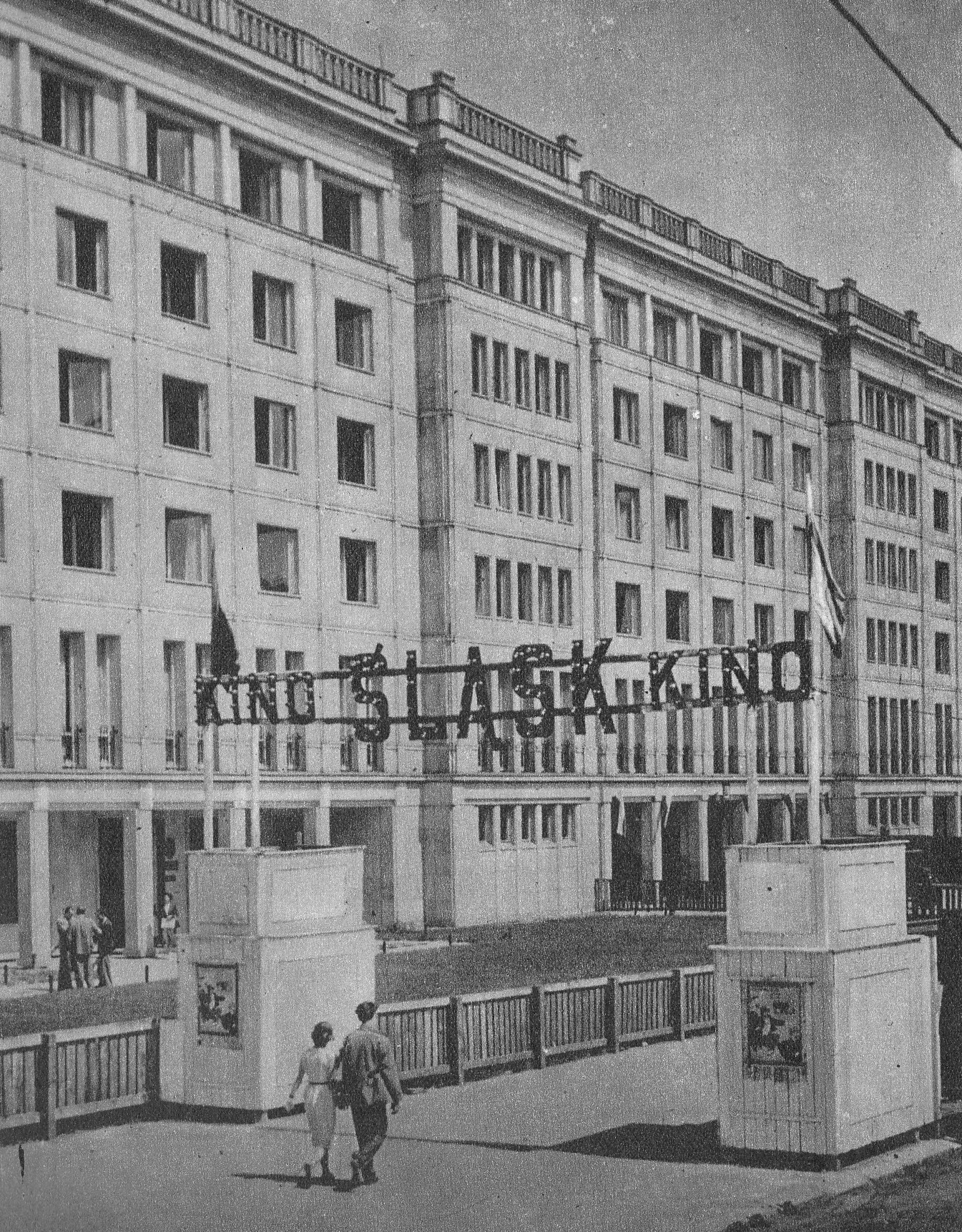
Wejście do kina Śląsk przy ul. Wspólnej 2/4 na początku lat 50.

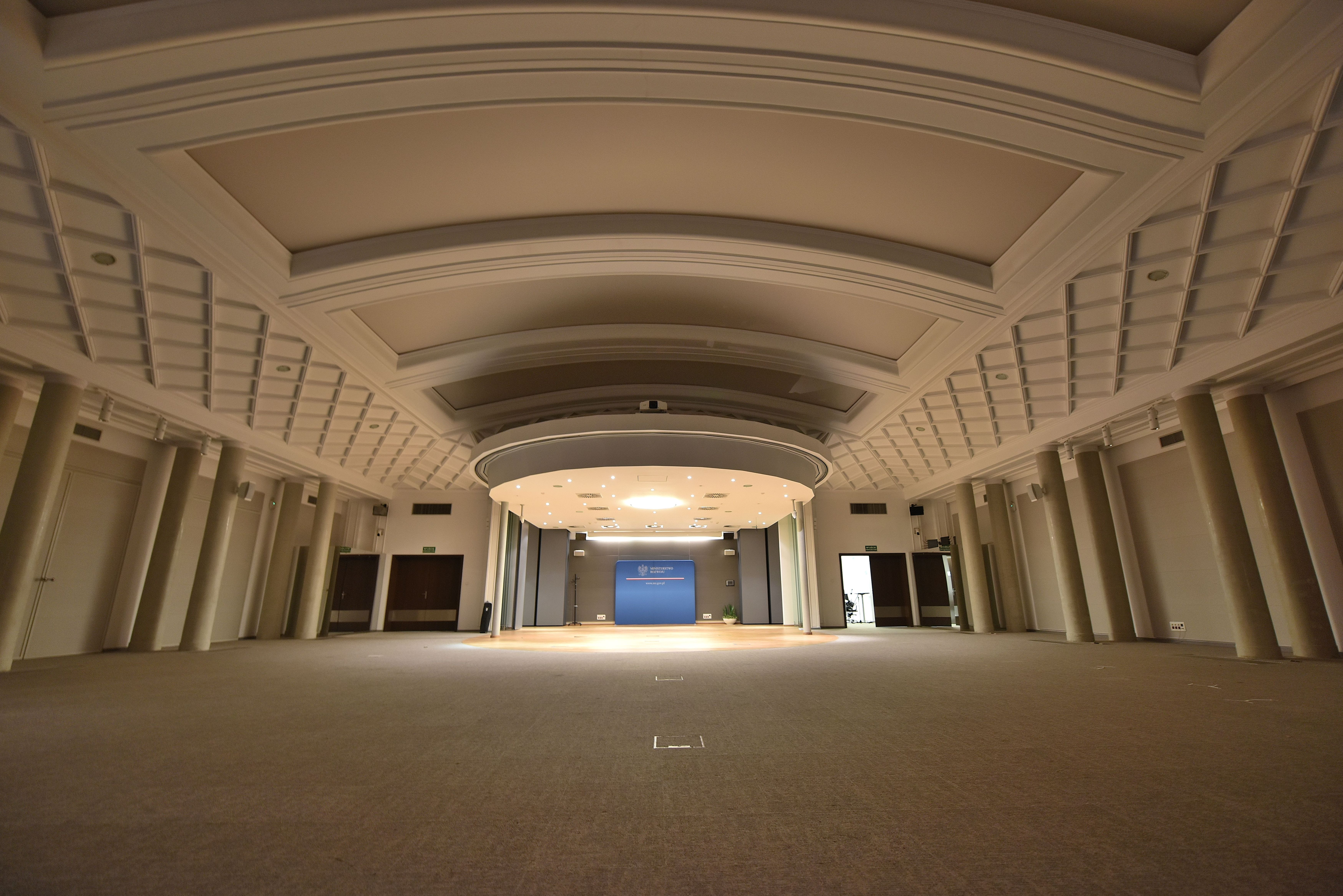
Sala dawnego kina Śląsk (2016)

- Kino Agrafka – studyjne kino na placu Żelaznej Bramy 2. Kino zostało zamknięte w 2003 roku.
- Kino Albatros i kino Mewa – znajdowały się przy ul. Władysława Skoczylasa na osiedlu Praga II[22]. Zostały wybudowane w czasie powstawania osiedla[22]. Posiadały płaską widownię z kilkunastoma rzędami drewnianych krzeseł[23]. Zlikwidowane w końcu lat 80.
- Alchemia – kino ulokowane jest w zabytkowej kamienicy, gdzie swoją siedzibę ma Stołeczne Centrum Edukacji Kulturalnej im. Komisji Edukacji Narodowej, przy ul. Jezuickiej 4. Zostało otwarte 23 października 2008 roku i mieści 100 widzów. W kinie odbył się pierwszy Warszawski Przegląd Filmów dla Młodzieży De/Montaż. W budynku kina ma swoją siedzibę Dyskusyjny Klub Filmowy „Imaginarium”. Kino Alchemia należy do Sieci Kin Studyjnych prowadzonej przez Filmotekę Narodową[24]. Kino nieczynne.
- Kino Anatol – znajdowało się przy ul. Elektoralnej 12, obecnie w budynku jest siedziba Mazowieckiego Centrum Kultury i Sztuki.
- Kino Apolonia – kino Fundacji Filmowej Warszawa znajdujące się w pałacu Przebendowskich (wcześniej działało tam Kino Paradiso). Kino zamknięte od 30 września 2017 z powodu remontu budynku.
- Kino Aurora – należące do Towarzystwa Przyjaźni Polsko-Radzieckiej, znajdowało się na ulicy Kredytowej 7.
- Kino Aurora – mieściło się przy ul. Dobrej 33/35, przekształcone w Klub-Kino Aurora (nie miało nic wspólnego, poza nazwą, z kinem Towarzystwa Przyjaźni Polsko-Radzieckiej).
- Kino Avia – znajdowało się przy ul. Siedleckiej na terenie zakładów Fabryki Obrabiarek. Swoją nazwę wzięło od przedwojennej nazwy fabryki Avia, istniejącej na terenie zakładów.
- Kino Aviator – znajdowało się w budynku wielofunkcyjnym przy ul. 1 Sierpnia 36a.
- Kino Bajka – mieściło się przy ul. Marszałkowskiej 138. Wnętrze kina zagrało w filmie Brunet wieczorową porą w reż. Stanisława Barei. Michał Roman kupuje bilet od „konika” do Skarpy, ale amerykański film ogląda w Bajce. W 2004 nastąpiła reorganizacja kina i 20 września 2004 powstał kino-teatr z rannym i popołudniowym repertuarem filmowym i wieczornymi spektaklami. Teatr posiada 400 miejsc[25].
- Kino Barbara – znajdowało się w budynku wspólnie z biurem projektów przemysłu maszynowego „Bipromasz” przy ul. Wspólnej 62. W 1993 roku w budynku powstał klub Ground Zero[26].
- Kino Capitol – powstało w miejscu kina Oka przy ul. Marszałkowskiej 115. Posiadało 350 miejsc. W jego miejscu rozpoczął działalność Teatr Capitol.
- Kino Chemik – znajdowało się przy fabryce Polfy Tarchomin przy ul. Ekspresowej.
- Kino Cinema 1 – znajdowało się przy ul. Jezuickiej 4. Obecnie w budynku znajduje się kino Alchemia.
- Kino Czajka – znajdowało się na rogu ulic Czerniakowskiej i Chełmskiej. Było kinem zakładowym i znajdowało się na trzecim piętrze[27].
- Kino Czerniaków
- Kino Dar – kino znajdowało się w jednym z budynków Osiedla Przyjaźń na warszawskim Bemowie, oryginalnym kinoteatrze dla budowniczych Pałacu Kultury i Nauki. Zlikwidowane na początku lat 90. mieści obecnie klub zabaw dla dzieci Kolorado (Kino „Dar” mieściło się przy ulicy Konarskiego).
- Kino Delfin – znajdowało się przy ul. Twardej, na najwyższym piętrze budynku zajmowanego przez Polski Związek Wędkarski (Kino „Delfin” mieściło się pod adresem Krajowej Rady Narodowej 42).
- Kino Drops – znajdowało się na ul. Zamojskiego (budynek zakładów cukierniczych "22 Lipca d. E.Wedel).
- Kino Energetyk – znajdowało się na Wybrzeżu Kościuszkowskim w budynku ASP
- Kino Feliks – znajdowało się na placu Żelaznej Bramy 2.
- Kino „Femina” – znajdowało się przy al. „Solidarności” 115. Posiadało cztery klimatyzowane sale o łącznej liczbie 574 miejsc oraz trzy kabiny projekcyjne. Kino Femina było do roku 2014 najdłużej działającym kinem w Warszawie. Zostało wybudowane w latach 1936-1938. W czasie II wojny światowej służyło jako rewia dla oficerów niemieckich, lecz po wydzieleniu getta w 1941 roku zmieniono je na małą salkę koncertową dla Żydów. Po 1943 roku zamieniono zniszczone kino na składy magazynowe, które i po wojnie służyły jako przechowalnia materiałów budowlanych do odbudowania zburzonego miasta. Kino otwarto ponownie do użytku publicznego w 1958 roku. W 1992 roku dobudowano trzy sale i kino weszło pod zarząd stowarzyszenia kin polskich Kinoplex. W miejscu powstał sklep sieci Biedronka.
- Kino Foksal – znajdowało się na ul. Foksal 3/5.
- Kino Grunwald – znajdowało się na Al. Niepodległości 141 na Mokotowie, obecnie klub Dowództwa Garnizonu Warszawa.
- Kino Jutrzenka – kino letnie. Znajdowało się w parku Rydza-Śmigłego (w tamtym czasie Centralnym Parku Kultury)[28]. Po wielu latach, niszczejące i opuszczone, zostało przerobione na wrotkowisko. Ostatnie seanse wieczorową porą odbyły się na początku lat osiemdziesiątych. Kronika Filmowa była wypożyczana z kina Śląsk.
- Kino Kamionek – znajdowało się przy ul. Grochowskiej (na wysokości Mińskiej), nad samym Jeziorkiem Kamionkowskim.
- Kino KC – w dawnym Domu Partii przy Nowym Świecie 6/12 (działało do końca lutego 2017).
- Kino Klub – znajdowało się przy Trasie Łazienkowskiej, przy al. Armii Ludowej 3/5. Po likwidacji kina w budynku miała siedzibę redakcja „Życia Warszawy”, a później klub Scena. W 2016 roku budynek został zburzony, a na jego miejscu ma powstać nowy biurowiec Ministerstwa Spraw Zagranicznych[29].
- Kino Kongresowa.
- Kino Kos – znajdowało się przy ul. Ciołka 14, w budynku hotelu robotniczego dawniej zajmowanego przez OHP. W ostatnim okresie funkcjonowania nosiło nazwę Job-Club.
- Kino Kultura – znajdowało się w budynku Ministerstwa Kultury przy ul. Krakowskie Przedmieście.
- Kino Lotnik – znajdowało się przy ul. Lipowczana 1. Posiadało 280 miejsc. Swoją nazwę wzięło od lokalizacji w pobliżu portu lotniczego Okęcie.
- Kino 1 Maj – znajdowało się na ul. Podskarbińskiej 4. Zostało otwarte w 1949[30]. Jego projektantem był Mieczysław Piprek. Po 1989 roku znajdowała się tu siedziba telewizji Polonia 1, krótko dyskoteka, później  budynek został przekształcony na cele handlowe[31].
- Kino 5D Extreme – znajdowało się w Centrum Handlowym CH Fort Wola. Zostało otwarte 18 marca 2009. Były w nim pokazywane seanse 5D.
- Kino Mazowsze – znajdowało się przy ul. Kasprzaka 22 w budynku Zakładów Radiowych im. Marcina Kasprzaka, później w tym miejscu znajdował się Teatr na Woli.

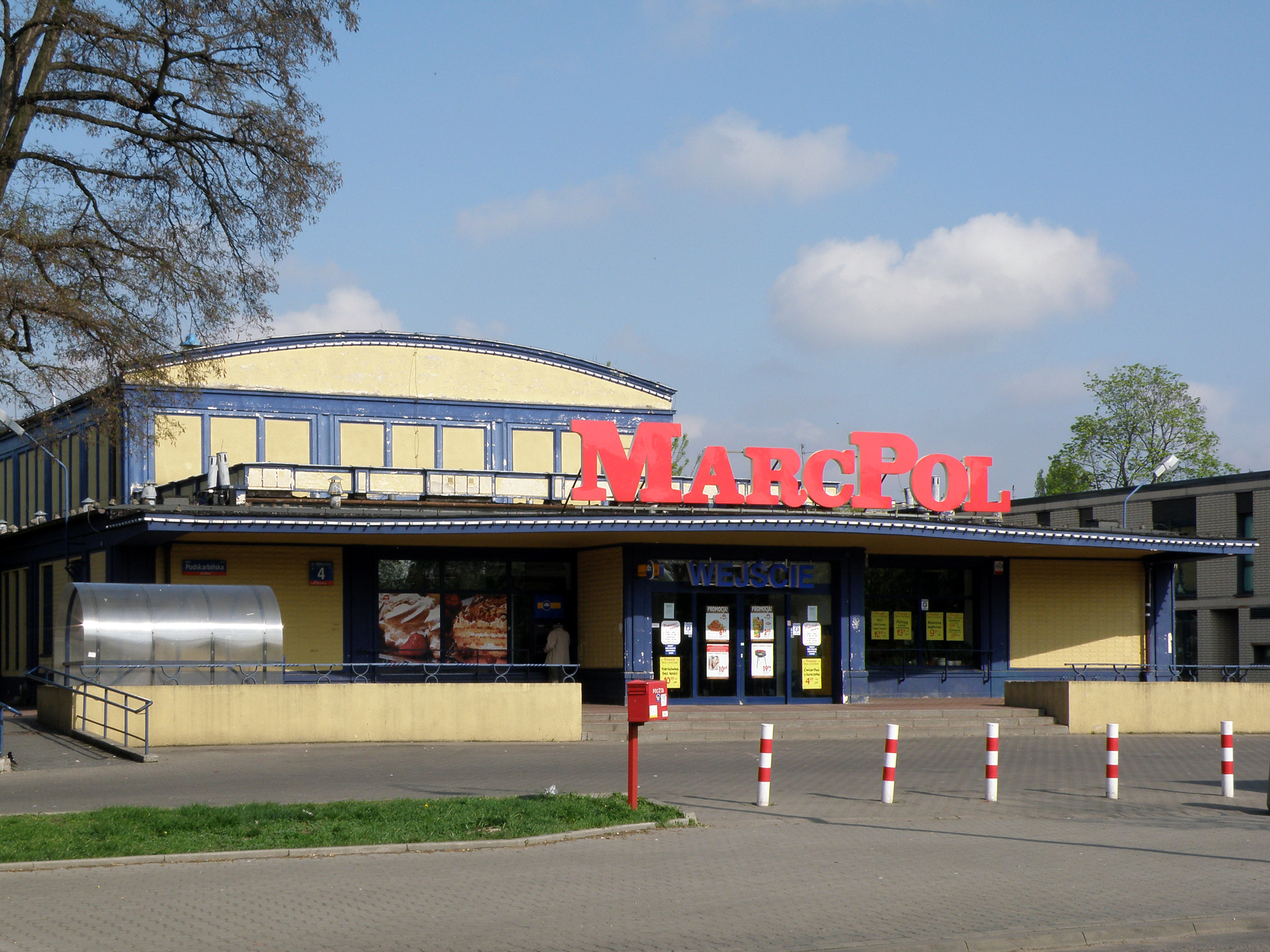
Kino 1 Maj (na zdjęciu przekształcone na sklep sieci MarcPol)

- Kino Metro – znajdowało się w siedzibie dyrekcji budowy metra przy Marszałkowskiej róg Wilczej.
- Kino Mewa – podobnie jak Kino Albatros znajdowało się w tym samym budynku. Obecnie bank PKO S.A.
- Kino Moskwa – powstało według projektu z 1948 roku, autorstwa Kazimierza Marczewskiego i Stefana Putowskiego. Mieściło się w wolnostojącym gmachu przy ul. Puławskiej naprzeciw skrzyżowania z ul. Rakowiecką. Miało 1200 miejsc.

- Multikino Ursynów – znajdowało się w dzielnicy Ursynów przy al. Komisji Edukacji Narodowej 60. Multikino zostało otwarte w 1999 roku jako joint venture pomiędzy UCI i ITI[32], a zamknięte i wyburzone w 2024 r.[33]
- Kino na Mariensztacie – znajdowało się na ul. Bednarskiej 2/4.
- Kino Non Stop – znajdowało się na ul. Chmielnej 33, przez ścianę sąsiadowało z Kinem Atlantic. Miało charakterystyczny błękitny neon.
- Nove Kino Praha – kino przy ul. Jagiellońskiej 26. Jest pierwszym w Polsce kinem cyfrowym otwartym w 2007 roku[34]. Kino powstało na miejscu dawnego kina Praha. Zostało zamknięte 1 kwietnia 2019.
- Kino Ochota – znajdowało się przy ul. Grójeckiej 65. Kino zostało otworzone w 1950 roku. Jego projektantem był M. Piprek. Podniszczony budynek został wpisany do rejestru zabytków[35], a od czasu remontu stał się siedzibą Och-Teatru prowadzonego przez Fundację Krystyny Jandy na Rzecz Kultury[36].
- Kino Oka – powstało w 1956. Znajdowało się początkowo przy ul. Czerniakowskiej, a następnie przy ul. Nowowiejskiej, w budynku należącym do wojska. Jego nazwa nawiązuje do rosyjskiej rzeki Oka. W 1980 kino rozpoczęło działalność przy ul. Marszałkowskiej 115, w Domu Przyjaźni Polsko-Radzieckiej[37]. W nowej lokalizacji było pierwsze w Polsce kino trójwymiarowe[37]. Zostało zlikwidowane w latach 90.
- Kino Olsztyn – znajdowało się w warszawskich Włochach przy ul. Chrościckiego 14. Powstało w latach trzydziestych (1928-1929) jako Kino Ada Funkcjonowało do lat siedemdziesiątych. W 2007 roku rozpoczęto remont budynku w którym mają znajdować się filia domu kultury Włochy i sala kinowa. Kino ponownie ma zostać otwarte w pierwszym kwartale 2009 roku. Będzie miało ponad 700 metrów kwadratowych powierzchni, jedną salę kinową na 60 osób oraz sale warsztatowe i kawiarnię[38].
- Kino Orzeł – kino zakładowe znajdowało się przy ul. Młocińskiej w zakładach hutniczych. Jedyne kino w Warszawie, dla którego 7 lutego 1960 roku uruchomiono linię autobusową „M”, dowożącą i odwożącą widzów kina[39]. Obecnie budynek mieści hurtownię papieru.
- Kino Panorama – znajdowało się przy ul. Czerwonych Beretów 56 w Rembertowie.
- Kino „Palladium” – kino mieszczące się przy ul. Złotej 7/9 w Warszawie. Funkcjonowało do końca lat 90. XX wieku – obecnie zamknięte.

- Kino „Paradiso” – w jego miejscu od 2015 działa Kino Apolonia.

- Kino Pod Kopułą – jedno z kilku kin ministerialnych, dostępne jedynie dla pracowników KC PZPR, ministerstw i innych urzędów centralnych. Znajdowało się w budynku Państwowej Komisji Planowania Gospodarczego[40]. Wejście do kina było na jej tyłach. Miało wielką salę uwieńczoną kopułą, niewidoczną z zewnątrz. Wyświetlano w nim głównie hollywoodzkie hity, na wiele lat przed oficjalnymi polskimi premierami. W 1989 roku w tym samym miejscu siedzibę miało kino Iluzjon. Obecnie w sali kinowej odbywają się zebrania i konferencje[41].
- Kino Polonia – pierwsze kino otwarte w powojennej Warszawie. Znajdowało się przy ul. Marszałkowskiej 56 w Kamienicy Kohnów wybudowanej w 1935 roku, a zaprojektowanej przez Maksymiliana Goldberga i Hipolita Rutkowskiego. Pierwotnie wejście do niego znajdowało się na dziedzińcu od strony ul. Pięknej. Obecnie znajduje się tu Teatr „Polonia”[42].

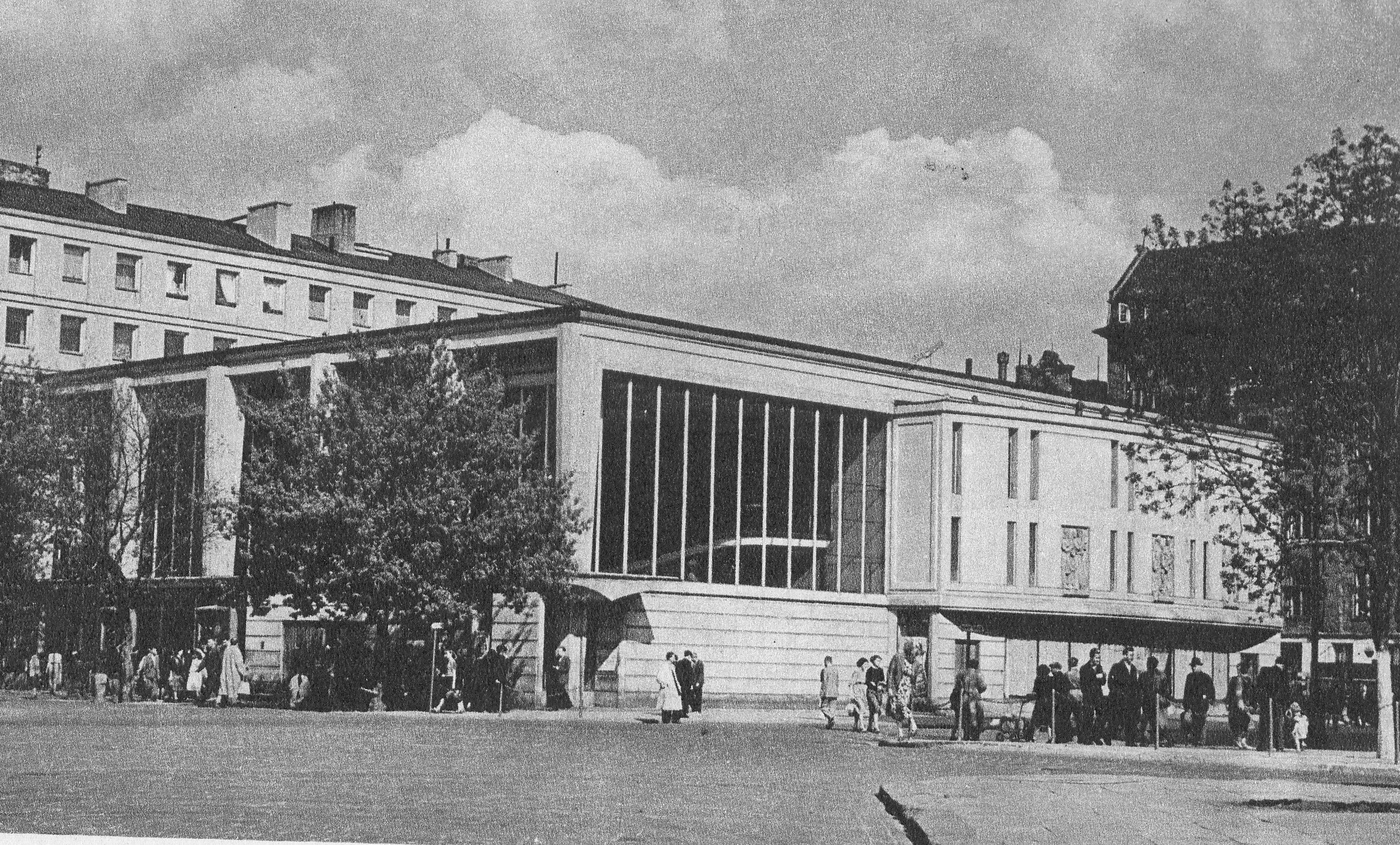
Kino Praha w latach 50.

- Kino Praha – wzniesione w latach 1948–1949 według projektu Jana Bogusławskiego i Józefa Łowińskiego, było pierwszym kinem wybudowanym w Warszawie po wojnie. Dwukondygnacyjna sala kinowa (parter i balkon) mieściła łącznie 580 widzów. Zostało zamknięte w 2005 i zburzone, w jego miejsce wybudowano Nove Kino Praha.

- Kino Promyk – mieściło się w dolnej sali Domu Kultury na Targówku, ul. Kołowa 20. Sala mieściła 150 widzów. Obecnie w tym budynku znajduje się Teatr Rampa.
- Kino Przodownik – znajdowało się przy ul. Olesińskiej 21 na Mokotowie, obecnie scena Przodownik Teatru Dramatycznego m.st. Warszawy.
- Kino Przyjaźń, Kino Młoda Gwardia i Kino Wiedza – znajdowały się w Pałacu Kultury i Nauki na pl. Defilad 1. Obecnie znajduje się tam wielosalowe kino Kinoteka.
- Kino Rakieta – znajdowało się przy ul. Kaliskiego 25a na Bemowie w budynku Wojskowej Akademii Technicznej. Po zamknięciu w budynku odbył się remont i powstało Kino Akademickie.
- Kino Reduta.
- Kino Relax – mieściło się przy ul. Złotej 8, przy Pasażu „Wiecha” w warszawskiej dzielnicy Śródmieście. Pierwszy seans miał miejsce w 1968 roku i była to radziecka produkcja pt. Wyzwolenie. Było otwarte od 1968 roku i przystosowane do projekcji filmów na taśmie 70 mm. 15 października 2006 roku kino zostało zamknięte.

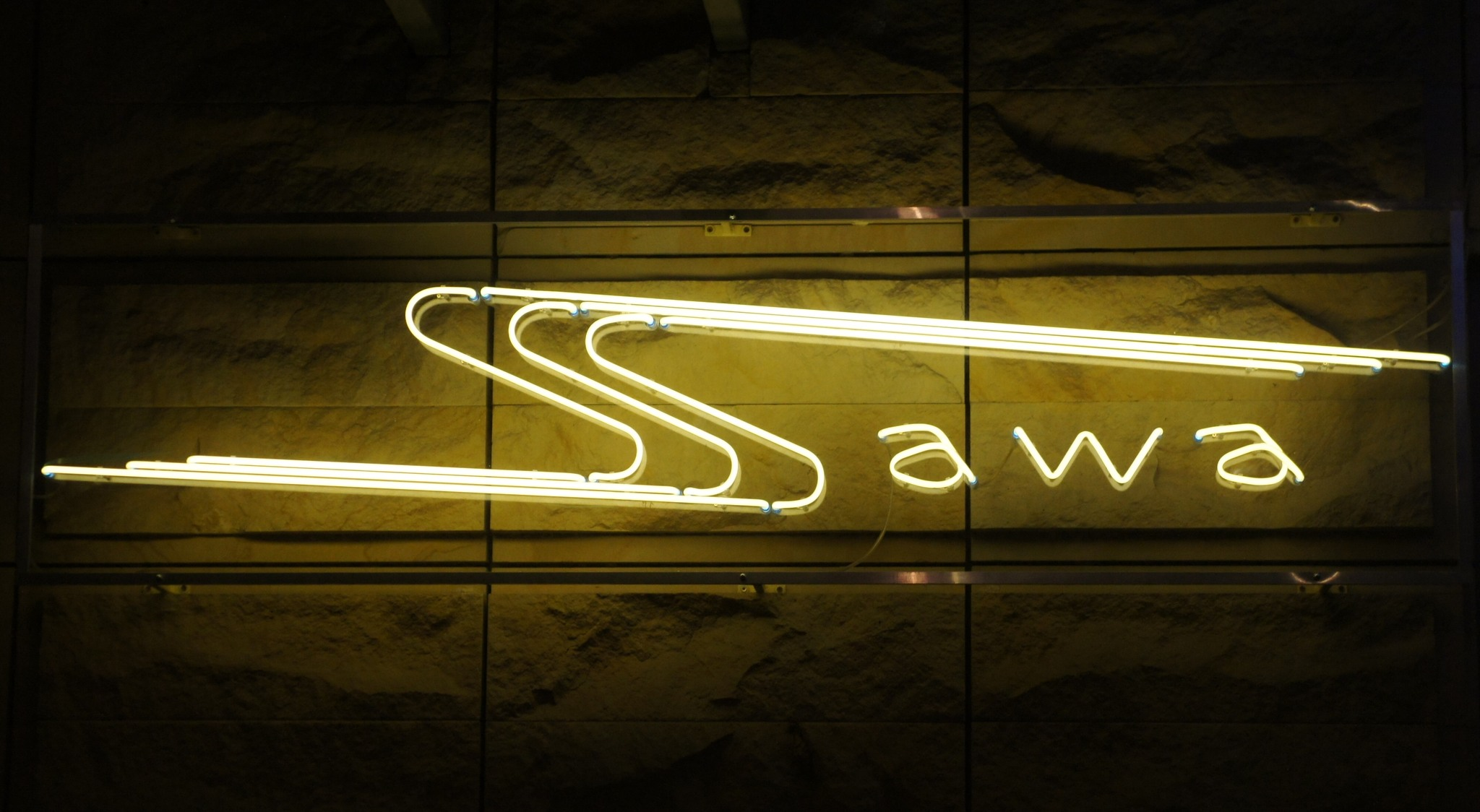
Neon na placu Przymierza w miejscu dawnego Kina Sawa

- Kino Sawa – zostało otwarte w 1963 roku[43]. Budowa trwała w latach 1956−1960. Znajdowało się przy placu Przymierza na Saskiej Kępie. Budynek został całkowicie wyburzony w 2000 roku, a w jego miejscu w 2002 roku wybudowano budynek mieszkaniowo-usługowy Sawa Park[44].
- Silver Screen Mokotów – kino na Mokotowie przy ul. Puławskiej 17 w centrum Europlexu. Kino powstało w miejsce dawnego kina Moskwa. Trzypoziomowe kino zostało oddane do użytku w 2000 roku. Posiadało pięć standardowych sal kinowych[45]. W kompleksie znajdowały się również trzy niewielkie sale projektowe Platinum z luksusowym wyposażeniem, barem. Sale posiadały 30, 38 i 44 miejsca[46].
- Kino Skarb – jedno z kilku kin ministerialnych znajdowało się przy ul. Świętokrzyskiej 12 w dawnej siedzibie kina Niespodzianka w późniejszym budynku Ministerstwa Finansów na drugim piętrze. Do kina wchodziło się od ul. Traugutta. Było jednym z większych kin Warszawy. Zostało zamknięte w połowie lat osiemdziesiątych[41].
- Kino Skarpa – jego budowa trwała w latach 1956–1960, a otwarcie miało miejsce w 1960 roku. W nim odbyła się premiera filmu Człowiek z marmuru Andrzeja Wajdy. Odbywały się w nim m.in. Konfrontacje filmowe oraz Warszawski Festiwal Filmowy. Budynek można obejrzeć w filmie Brunet wieczorową porą w reż. Stanisława Barei. W 2003 roku kino zostało zamknięte. W jego miejscu powstał klub muzyczny. W 2003 roku budynek trafił na listę budynków wartych ocalenia stworzoną przez Stowarzyszenie Architektów Polskich. Ostatecznie dawne kino nie trafiło na listę obiektów objętych ochroną i 2008 roku zostało rozebrane. Neon kinowy trafił do Muzeum Sztuki Nowoczesnej. W jego miejsce powstał apartamentowiec[41].
- Kino Słowik – znajdowało się przy ul. Tomaszowskiej w Radości.

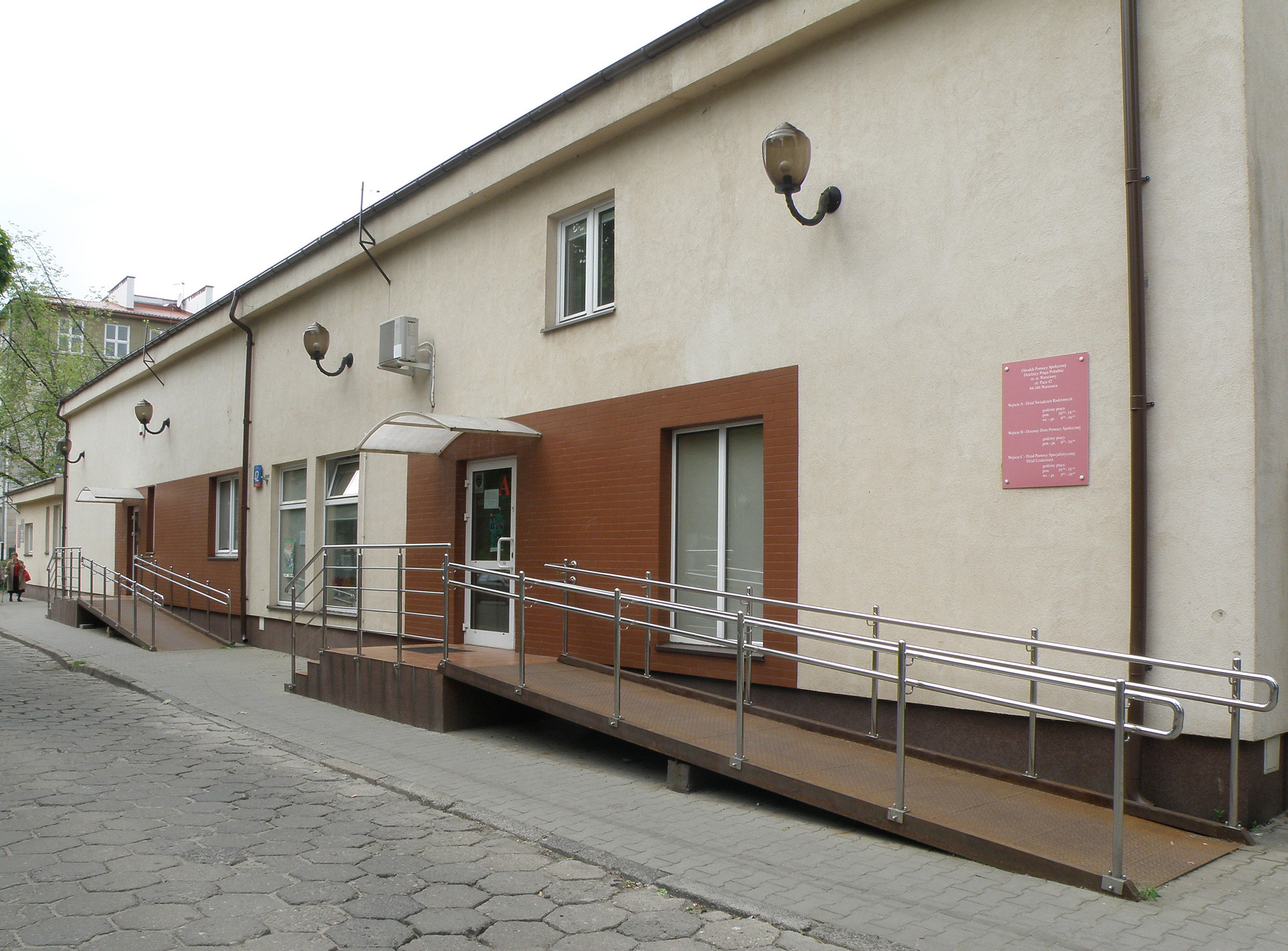
Budynek dawnego Kina Sokół, ul. Paca

- Kino Sokół – znajdowało się przy ul. Paca na Pradze Południe. Zostało zamknięte w latach 70. Później w budynku znajdował się Urząd Dzielnicowy.
- Kino Sputnik – znajdowało się przy ul. Koszykowej, na terenie Akademii Medycznej. Kino powstało po 1957 roku i zostało zamknięte ok. 1970 roku.
- Kino Stolica – znajdowało się przy ul. Narbutta 50a. Zostało otwarte w 1949 roku[47]. Od 1997 w budynku kina mieści się siedziba Iluzjonu Filmoteki Narodowej (z przerwą na remont w latach 2008−2012).
- Kino Syrena – znajdowało się przy ul. Inżynierskiej 4 w miejscu przedwojennego kina Era. Obecnie budynek został przerobiony na studio Superstacji.

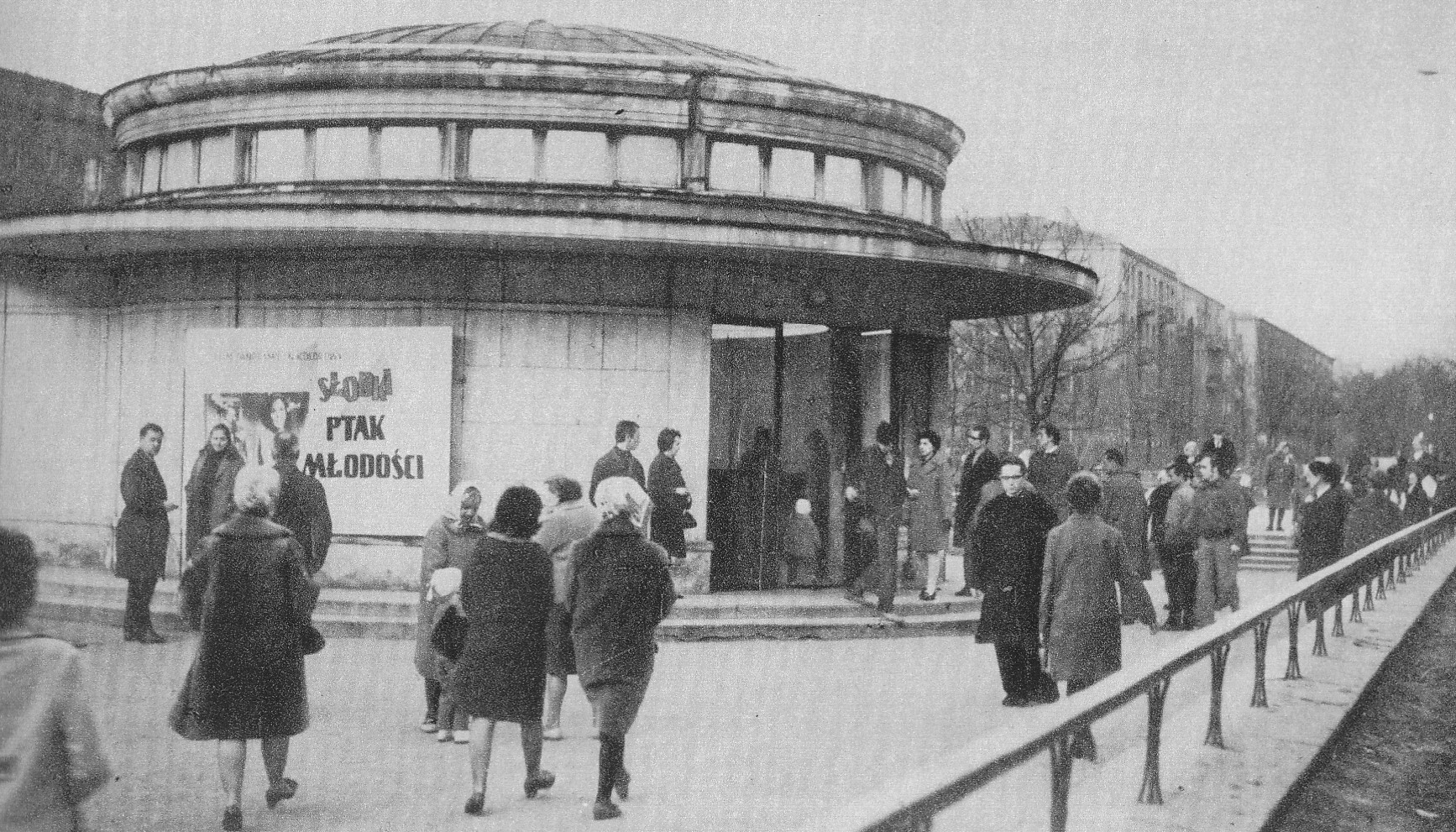
Kino „Stolica”

- Kino Szarotka – kino mieściło się w budynku przy obecnej ulicy Chruściela 48 w Rembertowie. Powstało ono już w latach 20. XX wieku. Wówczas nosiło nazwę Srebrny Ptak. W 1933 r. zainstalowano w nim aparaturę umożliwiającą odtwarzanie filmów dźwiękowych. Do wybuchu wojny właścicielem kina był Antoni Czarnecki. Po wojnie zmieniono jego nazwę na Czyn. Około 1956 roku ponownie zmieniono nazwę kina na Szarotka. Kino przetrwało do około 1987 roku. Następnie w budynku zaaranżowano studia filmowe, gdzie przez około 4 lata kręcono sceny serialu W labiryncie. Po zakończeniu produkcji serialu w budynku zorganizowano sklep samoobsługowy.
- Kino Szpak – znajdowało się przy ul. Bysławskiej w Falenicy.
- Kino Śląsk – znajdowało się przy ul. Wspólnej 4[40]. Jako kino studyjne w jego repertuarze były filmy które nigdzie indziej nie były pokazywane lub ich treść była „niewygodna”, m.in. erotyczny film „Bilitis” Davida Hamiltona, czy kontrowersyjne „Dziwolągi” Toda Browninga. Było pierwszym kinem zaadaptowanym do projekcji panoramicznej z użyciem nasadki anamorfotycznej[48]. W kinie przez kilka lat mieścił się filmowy Iluzjon (do 1996). Obecnie sala jest wykorzystywana jako sala konferencyjna. Od 2016 roku nosi imię Grażyny Gęsickiej[49].
- Kino Świat – mieściło się na podwórkach Nowego Światu i Alej Jerozolimskich. Obecnie znajdują się tu siedziba Związku Artystów Rzeźbiarzy oraz Restauracja Polska. Wśród repertuaru kina były poranki dla dzieci.
- Kino Światowid – znajdowało się przy placu Inwalidów 10[50] na Żoliborzu w budynku mieszkalnym, przedwojennym hotelu oficerskim. W 1978 zostało przekształcone w kino studyjne[50]. Zostało zamknięte w latach 80.
- Kino Tęcza – znajdowało się przy ul. Suzina 6 na Żoliborzu w budynku byłej kotłowni Zakładu Sieci Cieplnej Warszawa w Budowie. Zostało otwarte w okresie przedwojennym. W połowie lat 90. zostało zamknięte. W 1989 w jego murach miała siedzibę Akademia Ruchu i odbywały się w niej spektakle teatralne. W 1997 roku akademia zmieniła lokalizację, a budynek przez dwa lata stał pusty. Następnie budynek zajęła szkoła muzyczna, a od 2002 roku prywatna szkoła reklamy Miami Ad School[51]. W 2003 roku szkoła opuściła budynek i w jej miejscu powstało Centrum Kulturalne „Kotłownia”. Obecnie dawne kino Tęcza jest remontowane[52].
- Kino Ustronie – znajdowało się na Płudach.

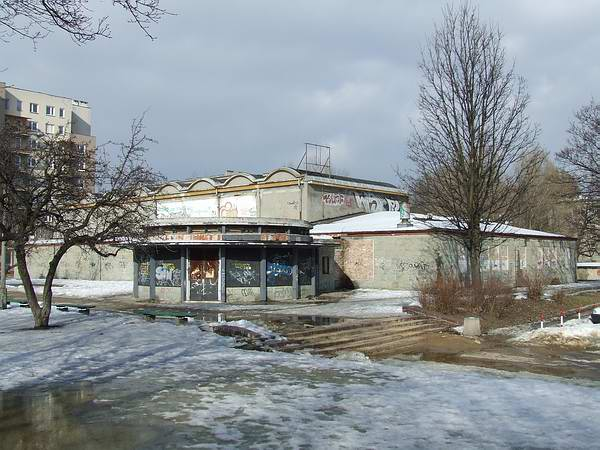
Budynek kina W-Z w 2006

- Kino Wars – znajdowało się na Rynku Nowego Miasta 5/7. Zostało zamknięte w 2004 roku. Na miejscu kina miał powstać apartamentowiec. Budynek został jednak wpisany na rejestr zabytków[53].
- Kino Wilga
- Kino Wrzos – znajdowało się w Aninie.
- Kino W-Z – powstało zgodnie z projektem Mieczysława Pipreka w latach 1949−1950 na drugim końcu Trasy W-Z, przy ul. Leszno 17. Wszystkie kina projektu Pipreka były do siebie architektonicznie bardzo zbliżone. Niemal analogiczne były, budowane w tym samym okresie, kina Ochota, Stolica, 1 Maj. Kino W-Z działało do roku 1991, w 1992 w budynku mieścił się klub Fugazi[54]. W czerwcu 2010 budynek kina został rozebrany[54].
- Kino Zdrowie – mieściło się w budynku Ministerstwa Zdrowia przy ulicy Miodowej 15.

## Kina samochodowe
- kino na terenie giełdy samochodowej przy ul. Płochocińskiej.

## Sale kinowe
- Sale kinowe Zbyszek i Gerard – znajdowały się w kinie Muranów (obecnie zmodernizowanym).
- Sala kinowa w klubie Na Rozdrożu (wcześniej Klub Oficerski zburzony przy budowie Trasy Łazienkowskiej).

## Kina przedwojenne
W 1939 roku według spisu z książki telefonicznej w Warszawie działało dwanaście kin.
- Kino Atlantic – jedno z najstarszych działających kin Warszawy, znajdowało się przy ul. Chmielnej 33. Istnieje do dziś. Ma cztery sale kinowe z 794 miejscami łącznie.
- Kino Bałtyk – znajdowało się przy ul. Chmielnej 9.
- Kino Collosseum – znajdowało się przy ul. Nowy Świat 19.
- Kino Europa – znajdowało się na rogu ulic Nowego Światu 63 i Świętokrzyskiej. W budynku znajdowały się również kinoteatr Miraż oraz teatr Nietoperz[56].
- Kino Hollywood – znajdowało się przy ul. Hożej 29.
- Kino Majestic – znajdowało się przy ul. Nowy Świat 43 w XIX-wiecznej kamienicy. W 1921 roku w budynku siedzibę miał teatr Wodewil, który w 1927 roku przekształcił się w kino. W 1931 roku wnętrza kamienicy zostały przebudowane przez Gelbarda i Sigalinów i powstało kino[57].
- Kino Napoleon – znajdowało się przy placu Trzech Krzyży 2, w podziemiach gmachu Riunione Adriatica di Siciurta. Działalność zaczęło w styczniu 1939 roku. Odznaczało się komfortowym wystrojem. Miało obszerny hol, dużą salę z balkonem i ogromnym ekranem. W okresie okupacji niemieckiej zmieniło nazwę na Apollo. 17 stycznia 1943 roku bojowcy Gwardii Ludowej dokonali w niej próby zamachu na niemieckich żołnierzy i widzów. Niedoszły zamachowiec Ładysław Buczyński popełnił samobójstwo[58]. Budynek, w którym znajdowało się kino, został w większości zniszczony podczas powstania warszawskiego[59].
- Palladium – znajduje się do dziś przy ul. Złotej 7/9. Podczas okupacji nosiło nazwę Helgoland.
- Kino Rialto – znajdowało się przy ul. Jasnej 3 (róg Sienkiewicza 7). Wcześniej, pod koniec 1908 roku w tym miejscu istniało największe w Warszawie kino Phenomen. Później budynek zburzono i wybudowano nowy, w którym w latach 1913-1917 mieścił się Teatr Nowoczesny, następnie w 1927 roku kabaret „Morskie Oko” oraz inne kina: w 1922 r. Polonia, w 1925 r. kino Komedia. W 1927 roku budynek zajęło kino i z przerwami istniało tam aż do roku 1939. W międzyczasie kino było zastępowane rewiami: w 1928 rewią Morskie Oko kierowaną przez Andrzeja Własta, a później przez Jerzego Buczkowskiego. W 1933 roku rewię zastąpiła Cyganeria. W 1937 roku ponownie budynek zajęło kino i dzieliło pomieszczenia z lokalami dancingowymi – Nituche, potem Mascotte, a na koniec Colombina. Obecnie w tym miejscu stoi skrzydło Banku Towarzystw Spółdzielczych, Domu pod Orłami[60][61].
- Kino Studio – znajdowało się przy ul. Nowy Świat 23/25. Powstało w miejscu otwartego w 1929 roku pasażu „Italia”[62].
- Kino Stylowy – kinoteatr znajdujący się przy ul. Marszałkowskiej 112 w miejscu wcześniejszego hoteliku, w którym Bogdan Jaxa-Ronikier w 1910 roku zamordował swego szwagra Stanisława Chrzanowskiego. Po wojnie w budynku na krótko reaktywowano kino[63].
- Kino Światowid – pierwotnie znajdowało się przy ul. Marszałkowskiej 111, a po wojnie na Placu Inwalidów w budynku mieszkalnym, przedwojennym hotelu oficerskim. Zamknięte w latach osiemdziesiątych.
- Kino Victoria – znajdowało się przy ul. Marszałkowskiej 106.

### Pozostałe kina przedwojenne
- Kino Ada – znajdowało się w warszawskich Włochach przy ul. Chrościckiego 14. Powstało w latach dwudziestych (1928-1929). Po wojnie funkcjonowało jako Kino Olsztyn do lat siedemdziesiątych. W 2007 roku rozpoczęto remont budynku, w którym znajduje się filia domu kultury Włochy.
- Kino Apollo – znajdowało się przy ul. Marszałkowskiej 104[64].
- Kino Bajka – przed wojną znajdowało się przy ul. Żelaznej. Po wojnie pod tą samą nazwą zostało otworzone przy ul. Marszałkowskiej. Kino Bajka wspominane jest w piosence Marzenia znajdującej się w repertuarze kabaretu Qui Pro Quo, a śpiewanej przez Hankę Ordonównę.
- Kino Elite – kinoteatr znajdował się przy ul. Marszałkowskiej 81b. Powstał w 1938 roku[65].
- Kino Era – znajdowało się przy ul. Inżynierskiej 4.
- Kino Defa – znajdowało się na Nowym Świecie, na rogu ul. Chmielnej.

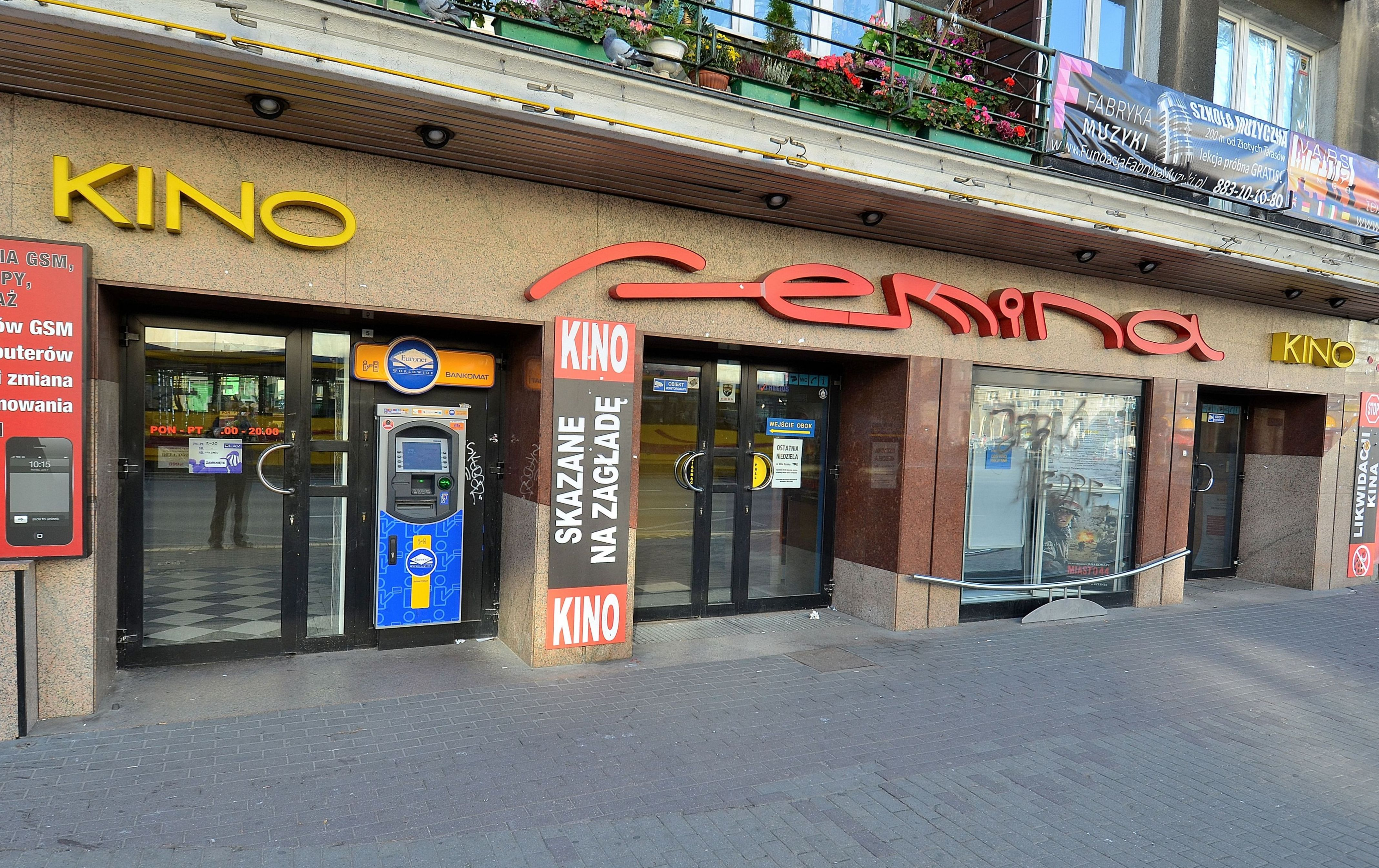
Kino Femina, obecnie sklep sieci Biedronka

- Kino Femina – znajdowało się przy al. Solidarności 115. Zostało wybudowane w latach 1936-1938. W czasie II wojny światowej służyło jako rewia dla oficerów niemieckich, lecz po wydzieleniu getta w 1941 roku zmieniono ją na małą salkę koncertową dla Żydów. Po 1943 roku zamieniono zniszczone kino na składy magazynowe, które i po wojnie służyły jako przechowalnia materiałów budowlanych służących do odbudowania zburzonego miasta. Kino otwarto ponownie do użytku publicznego w 1958 roku. Od 1992 roku weszło w skład zarządu stowarzyszenia kin polskich Kinoplex, a w 2014 roku zakończyło działalność.
- Kino Imperial – znajdowało się w Kamienicy Kohnów wybudowanej w 1935 roku, a zaprojektowanej przez Maksymiliana Goldberga i Hipolita Rutkowskiego. Po wojnie powstało tu Kino Polonia.
- Kino Kometa – kinoteatr znajdujący się przy ul. Chłodnej 47. Istniał do wybuchu wojny[66].
- Kino Komedia – znajdowało się przy ul. Jasnej 3. Funkcjonowało w latach 1925-1927.
- Kino Miejskie – znajdowało się na rogu ulic Długiej 25 i Hipotecznej 8 w budynku powstałym w 1900 roku. Pierwotnie znajdował się tu Teatr Nowości – siedziba warszawskiej operetki – na której swój debiut miała Lucyna Messal. W 1921 roku budynek został przebudowany na siedzibę Teatru im. Wojciecha Bogusławskiego. W 1926 roku w miejscu teatru otworzono kino Miejskie. Budynek został zniszczony podczas powstania warszawskiego, a pozostałości rozebrano w 1961 roku[67].
- Kino Miraż – kinomatograf znajdujący się na rogu ulic Nowego Światu 63 i Świętokrzyskiej, założony w 1913 roku. W 1915 roku założono tu kinoteatr. W budynku po pożarze w 1920 roku znajdowało się kino Europa czynne do 1939 roku[56].
- Kino Momus – znajdowało się przy ul. Senatorskiej 29 w Galerii Luxenburga (obecnie w miejscu galerii biegnie ulica Canaletta) wybudowanej w latach 1907-1909. Powstało w 1914 roku na miejscu dawnego Teatru Żydowskiego powstałego w 1912 roku (wcześniej w podziemiach galerii istniało tu wrotowisko). W galerii mieściły się w różnych okresach kina Sfinks i Splendid. Galeria została zniszczona w 1944 roku[68].
- Kino Odeon
- Kino Phenomen – największy w ówczesnej Warszawie kinematograf powstały w roku 1908 przy ul. Jasnej 3.
- Kino Polonia – znajdowało się przy ul. Jasnej 3. Funkcjonowało tam od 1922 do 1925 roku.
- Kino Sfinks – znajdowało się przy ul. Senatorskiej 29 w Galerii Luksemburga (obecnie w miejscu galerii biegnie ulica Canaletta) wybudowanej w latach 1907-1909. W galerii mieściły się w różnych okresach kina Momus i Splendid. Galeria została zniszczona w 1944 roku.
- Kino Splendid – znajdowało się przy ul. Senatorskiej 29 w Galerii Luksemburga (obecnie w miejscu galerii biegnie ulica Canaletta) wybudowanej w latach 1907-1909. W galerii mieściły się w różnych okresach kina Momus i Sfinks. Galeria została zniszczona w 1944 roku[69].
- Kino Ton – od 1935 roku  mieściło się przy ul. Puławskiej 37; nie zostało reaktywowane po wojnie, salę zajęła operetka, a w 1947 roku Teatr Nowy[70].
- Kino Unja – znajdowało się przy ul. Dzikiej 9 róg Szczęśliwej 1. Było kinem wyświetlającym filmy w języku jidysz[71].
- Kino Zachęta – małe kino, znajdowało się w kamienicy Jana Kijewskiego przy ul. Nowy Świat 27[72]. Obecnie znajdują się tu m.in. Akademia Języka Niemieckiego oraz New World St. Hostel.

## Przedwojenne sale kinowe
- Sala kinowa w gmachu Panoramy, w dawnym Teatrze Artystów, przy ul. Karowej 18a. Kino powstało w 1913 roku i przeznaczone było na 2 tysiące osób. Do 1939 roku w budynku istniały różne teatry, m.in.: Stańczyk, Maska, Wielka Rewia, Comedia. Po 1932 roku, po przebudowie gmachu, swoje siedziby miały tu Teatr Artystów powołany przez Związek Artystów Scen Polskich oraz Teatr im. G. Zapolskiej, Teatr Ireny Solskiej, Nowa Komedia, a od 1935 teatr Marii Malickiej[73].
- Sala kinowa w Domu Akcji Katolickiej im. papieża Piusa XI – „Roma” przy ul. Nowogrodzkiej 49 (róg św. Barbary)[74].